# منتج الحد الأدنى

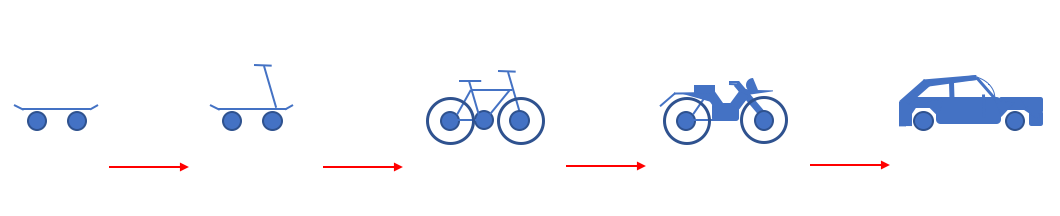

منتج الحد الأدنى (بالإنجليزية: Minimum viable product)‏ هو منتج ذو ميّزات قليلة يهدف بناؤه إلى توفير منتج قابل للاستخدام الحالي والتطوير المستقبلي. يقول بعض الخبراء أن المنتج لا يُعتبر «منتج حد أدنى» إلا إذا كان قابلاً للاستخدام والبيع. يمتلك «منتج الحد الأدنى» الميزات الأساسية البدائية لاستخدامه، ولايزيد عن ذلك.

## الوصف
يُستخدم «منتج الحد الأدنى» لأخذ تجارب المستخدمين، حيث أن تكلفة بنائه بميّزات محدود أقل من تكلفة بناء منتج بميّزات كاملة بينما نجاح هذا المنتج الجديد غير مضمون.
أول من ذكر هذا المصطلح كان فرانك روبنسون عام 2001،  وانتشر بعدها من قِبل ستيف بلانك وإيرِك رايس من خلال كتابهما «بداية نَحِيلة» (بالإنجليزية: Lean startup)‏.
يقوم المطورون عادةً بإطلاق المنتج لفئة معينة من العملاء المحتملين، مثل المتبنِّي صاحب السبق، وذلك لإعطاء آرائهم عن المنتج قبل إطلاقه بشكل كامل.
منتج الحد الأدنى عبارة عن إستراتيجية وعملية بناء وبيع المنتج إلى العملاء، وهي فلسفة جوهرية ضمن عملية متكررة لتوليد الأفكار، تتكون من: بناء النموذج الأولى، العرض، جمع البيانات، التحليل البيانات، ثم التعلم. ويسعى المطورون إلى تقليل كمية الوقت المبذول في كل دورة.
تتكرر هذه العملية حتى يصبح المنتج إما مقبولاً لدى شريحة واسعة من العملاء، أو حتى يُثبت فشله.

## الأهداف
- تستطيع من خلال منتج الحد الأدنى أن تختبر المنتج بأقل الموارد.
- تقليل الساعات المهدرة في بناء المنتج.
- إيصال المنتج إلى العملاء بأسرع وقت ممكن.
- تدريب المطوّرين على بناء منتجات مشابهة.

## الاختبار
النتائج العائدة من اختبار منتج الحد الأدنى تهدف إلى معرفة ما إذا كان المنتج يصلح للبناء والبيع أم لا. حيث تحدِّد عملية الاختبار ما إذا المنتج قد حقق الأهداف المرجوة منه حيث يمكن إكمالُ بنائه بشكل كامل.